# منتخب المكسيك لكرة القدم الشاطئية
منتخب المكسيك لكرة القدم الشاطئية (بالإسبانية: Selección de fútbol playa de México)‏ هو ممثل المكسيك الرسمي في المنافسات الدولية في كرة قدم شاطئية
، يديريه اتحاد المكسيك لكرة القدم. 